# بتسی بیرز
بتسی بیرز (به انگلیسی: Betsy Beers) تهیه‌کننده تلویزیونی آمریکایی است که بیشتر به خاطر تهیه‌کنندگی سریال آناتومی گری مشهور است.